# 唐诗逸
唐诗逸（1990年9月6日—），湖南永州人，中国歌剧舞剧院一级演员。本科毕业于北京舞蹈学院，中国歌剧舞剧院青年舞蹈家，一级演员、全国青联委员、国家艺术基金评审委员。
代表作品有《水月洛神》《大梦敦煌》《丝海梦寻》《昭君出塞》等。

## 早年经历
1990年，唐诗逸出生在湖南永州。6岁时，唐诗逸母亲邓正东为了培养她的舞蹈天赋，将她送至永州市青少年宫舞蹈班学习，并被青少年宫的舞蹈老师和舞蹈家刘翠玲一眼相中。在刘翠玲的精心指导下，唐诗逸很快便崭露头角，跟随当年的冷水滩少儿艺术团参加多个文艺演出活动。
2001年，唐诗逸在湖南省某艺术比赛中，表演了一段《灯红月白》。小小年纪的她在此次比赛中发挥得非常好，从参赛选手中脱颖而出，获得一等奖。
11岁那年，唐诗逸以前5的成绩考入北京舞蹈学院附中就读。

### 本科北舞学习
2006年，唐诗逸以专业第一的成绩进入北京舞蹈学院古典舞系教育专业。
2006年至2010年，唐诗逸在北舞学习期间屡屡获奖。2006年，凭借独舞《碧雨幽兰》中对油纸伞美若幽兰的少女的演绎，摘得桃李杯古典舞少年组金奖。 19岁，唐诗逸凭借《乡愁无边》，相继获得桃李杯全国舞蹈大赛A级青年甲组女子中国古典舞金奖、CCTV电视舞台大奖赛综合组银奖。

## 演艺经历
2010年获得“北京市优秀毕业生”称号毕业并进入中国歌剧舞剧院。同年，饰演舞剧《水月洛神》中的女主甄宓一角。该舞剧先后斩获第八届中国舞蹈荷花奖舞剧·舞蹈诗作品金奖、中宣部第十二届精神文明建设“五个一工程”优秀作品奖、文化部第十四届文华奖“优秀剧目奖”，被评为2011-2012年度国家舞台艺术精品工程重点资助剧目。唐诗逸本人凭借该舞剧获得第八届中国舞蹈荷花奖舞剧·舞蹈诗比赛组委会特别奖、第十届中国艺术节优秀表演奖。

## 參與綜藝節目
| 年份 | 節目名稱             | 電視台   | 備註     |
| ---- | -------------------- | -------- | -------- |
| 2013 | 舞林爭霸             | 東方衛視 |          |
| 2022 | 乘風破浪的姐姐第三季 | 芒果TV   | 常駐嘉賓 |
| 2022 | 樂隊的海邊           | 芒果TV   | 飛行嘉賓 |
| 2023 | 與彩雲相遇           | 芒果TV   | 飛行嘉賓 |